# Софроний (Грибовский)
Архимандри́т Софро́ний Грибо́вский (умер 17 (29) мая 1814, Москва) — архимандрит Русской православной церкви, начальник восьмой Русской духовной миссии в Пекине, синолог.

## Биография
С низших классов до философского обучался в Киево-Могилянской духовной академии.
С 1782 года переехал в Москву, желая обучаться медицине. Но в том же году он вышел из госпиталя и вступил в Молчановскую Софрониеву пустынь, где принял монашеский постриг.
В 1787 году опять переехал в Москву и был принят в число студентов Московской славяно-греко-латинской академии, которую окончил в 1790 году.
По окончании курса академии, поступил к новопостроенной церкви при Московском университете, занимая также должность университетского преподавателя катехизиса и проповедника.
Вследствие назначения, синодским указом от 24 января 1793 года, на должность начальника восьмой миссии, отправляемой в Пекин, 27 января того же года был рукоположен в сан иеромонаха, а 30 января того же года — возведён в достоинство архимандрита.
14 мая 1793 года выехал из Петербурга в Казань, где нашёл уже миссию в полном составе, и 29 сентября все отправились в дальнейший путь через Иркутск. Только в конце ноября 1794 года миссия прибыла в Пекин.
Желая несколько поднять влачившую жалкое существование миссию, архимандрит Софроний, вскоре после приезда, отправил в Санкт-Петербург проект с предложением следующих мер: устроить школу, по примеру иезуитских школ, назначать к миссии молодых людей, как более способных к изучению китайского языка, устроить библиотеку, увеличить денежные средства миссии и наконец продлить срок её пребывания в Китае до 15 лет. Но этот проект не встретил сочувствия ни в Синоде, ни в коллегии иностранных дел, и только при следующих миссиях большинство предложений архимандрита Софрония были приведены в исполнение.
Во время пребывания в Пекине архимандрита Софрония были написаны двенадцать различных сочинений, касающихся, преимущественно, истории Китая и описания быта его жителей. Из них наиболее важные: 1) «Хронологическое описание нынешнего манджуро-китайского государства» и 2) «Повествование о главных народах, обитающих ныне в Китае и о настоящем их правлении». Сочинения архимандрита Софрония не имели научной разработки, как составленные на оснований трудов предшественников и католических миссионеров, не самостоятельны, страдают тяжестью слога, но показывают в авторе большую наблюдательность над окружавшей его средой и обычаями китайцев.
В январе 1805 года окончился семилетний срок пребывания в Пекине восьмой миссии, но она ещё должна была дождаться следующей миссии, которая прибыла в Пекин только в январе 1808 года. В мае того же года, после тринадцатилетнего пребывания в Китае, архимандрит Софроний отправился со всей миссией в обратный путь и в конце 1809 года прибыл в Петербург. Временем архимандрита Софрония оканчивается первый период пекинской миссии — период её упадка и преобладания малороссов и начинается второй период — постепенного обновления, начиная с начальника девятой миссии архимандрита Иакинфа (Бичурина).
Представив в Синод найденную им первую грамоту митрополита сибирского Игнатия от 1695 года, а в министерство иностранных дел свои труды, о секретном составлении которых было указано в данных ему инструкциях, архимандрит Софроний был награждён пенсией и определён в Московский Новоспасский монастырь до излечения от болезней, где и окончил свои дни в 1814 году.

## Публикации
- Путешествие от Пекина до Кяхты в 1808 году // Сибирский вестник. — 1823. — Ч.1.- стр. 1-62.
- Известие о Китайском, ныне Манджуро-Китайском государстве / Соч. архимандрита Софрония, нач. Русской миссии в Китае в начале нынешнего столетия. — Москва : Унив. тип., 1861. — 97 стр.;
- Уведомление о начале бытия россиян в Педзине и о существовании в оном Греко-российской веры // Материалы для истории Российской Духовной Миссии в Пекине. — Вып. 1. — СПб., 1905. — С. 1-45.